# 同侪指导项目中心
同侪指导项目中心（英語：Peer-Directed Project Center），簡稱PDPC，是一家总部位于英国伦敦的非营利组织，于2002年由罗布·莱文（Rob Levin）在美国德克薩斯州休斯顿创立。该组织是一个501(c)(3)非营利性教育及慈善組織，于2013年3月解散。
该机构運作一些著名的開源軟件使用的freenode IRC網絡（包括Ubuntu、KDE、維基媒體、GNU、MySQL等）。2006年11月，PDPC董事会进行了改组，新成员上任。塞思·肖恩（Seth Schoen）离开了，Freenode高级职员克里斯特尔·达尔斯克亚（Christel Dahlskjaer）代替肖恩成为Freenode的秘书和职员主管。同时加入董事会的还有莱文的弟弟戴维·莱文。
PDPC運行了freenode IRC網絡，建立了一個自由和開放源碼軟件項目的點對點聯繫社區。很多開源軟件開發社群（包括GNU）透過freenode交流。

## 历史
1998年，罗布·莱文创办了IRC网络，为自由及开放源代码软件（FOSS）社区提供交流与讨论平台，之后为多个团体和组织提供交流平台，并不再局限于那些专注于自由和开源软件的团体和组织。
2002年，IRC从OpenProjects更名为freenode，与此同时，莱文等人正式将同侪指导项目中心在美国休斯顿注册为501(c)3非营利组织。2006年9月，莱文在一次不幸的肇事逃逸事件中成为受害者，他的头部严重受伤，并在事件发生后几天内不幸去世。自从莱文去世后，PDPC和freenode发生了一些重大变化——网络规模扩大了一倍，并进行其他有益于FOSS社区的项目，2008年8月，在英国重新注册组织。
2013年3月，PDPC解散，部分原因是捐款水平和与其维持英国慈善组织地位有关的费用相去甚远。

## 外部連結
- 同侪指导项目中心概览